# Regio-Tour 2003
Il Regio-Tour 2003, diciannovesima edizione della corsa, si svolse dal 6 al 10 agosto 2003 su un percorso di 807 km ripartiti in 5 tappe (la seconda suddivisa in due semitappe), con partenza da Heitersheim e arrivo a Vogtsburg im Kaiserstuhl. Fu vinto dall'ucraino Volodymyr Hustov della Fassa Bortolo davanti al tedesco Ronny Scholz e all'italiano Cristian Moreni.

## Tappe
| Tappa  | Data      | Percorso                                | km    | Vincitore di tappa | Leader cl. generale |
| ------ | --------- | --------------------------------------- | ----- | ------------------ | ------------------- |
| 1ª     | 6 agosto  | Heitersheim > Guebwiller                | 189,4 | Cristian Moreni    | Cristian Moreni     |
| 2ª-1ª  | 7 agosto  | Liel > Müllheim                         | 71,6  | Marco Zanotti      | Cristian Moreni     |
| 2ª-2ª  | 7 agosto  | Müllheim > Müllheim (cron. individuale) | 14,4  | Ronny Scholz       | Volodymyr Hustov    |
| 3ª     | 8 agosto  | Herbolzheim > Lahr                      | 188,2 | Nicola Gavazzi     | Volodymyr Hustov    |
| 4ª     | 9 agosto  | Wehr > Neuenburg am Rhein               | 172   | Vladimir Duma      | Volodymyr Hustov    |
| 5ª     | 10 agosto | Emmendingen > Vogtsburg im Kaiserstuhl  | 171,4 | Rubén Plaza        | Volodymyr Hustov    |
| Totale | Totale    | Totale                                  | 807   |                    |                     |

## Dettagli delle tappe

### 1ª tappa
- 6 agosto: Heitersheim > Guebwiller – 189,4 km

| Pos. | Corridore        | Squadra       | Tempo    |
| ---- | ---------------- | ------------- | -------- |
| 1    | Cristian Moreni  | Alessio       | 4h36'28" |
| 2    | Eladio Jiménez   | iBanesto.com  | s.t.     |
| 3    | Volodymyr Hustov | Fassa Bortolo | a 2"     |

| Pos. | Corridore       | Squadra | Tempo    |
| ---- | --------------- | ------- | -------- |
| 1    | Cristian Moreni | Alessio | 4h36'28" |

### 2ª tappa - 1ª semitappa
- 7 agosto: Liel > Müllheim – 71,6 km

| Pos. | Corridore     | Squadra       | Tempo    |
| ---- | ------------- | ------------- | -------- |
| 1    | Marco Zanotti | Fassa Bortolo | 1h36'42" |
| 2    | Danilo Hondo  | Telekom       | s.t.     |
| 3    | Giosuè Bonomi | Saeco         | s.t.     |

| Pos. | Corridore       | Squadra | Tempo    |
| ---- | --------------- | ------- | -------- |
| 1    | Cristian Moreni | Alessio | 6h13'03" |

### 2ª tappa - 2ª semitappa
- 7 agosto: Müllheim > Müllheim (cron. individuale) – 14,4 km

| Pos. | Corridore        | Squadra       | Tempo  |
| ---- | ---------------- | ------------- | ------ |
| 1    | Ronny Scholz     | Gerolsteiner  | 18'52" |
| 2    | Volodymyr Hustov | Fassa Bortolo | a 1"   |
| 3    | Torsten Hiekmann | Telekom       | a 3"   |

| Pos. | Corridore        | Squadra       | Tempo    |
| ---- | ---------------- | ------------- | -------- |
| 1    | Volodymyr Hustov | Fassa Bortolo | 6h32'04" |

### 3ª tappa
- 8 agosto: Herbolzheim > Lahr – 188,2 km

| Pos. | Corridore      | Squadra         | Tempo    |
| ---- | -------------- | --------------- | -------- |
| 1    | Nicola Gavazzi | Saeco           | 4h30'50" |
| 2    | Danilo Hondo   | Telekom         | s.t.     |
| 3    | Anthony Morin  | Crédit Agricole | a 4"     |

| Pos. | Corridore        | Squadra       | Tempo     |
| ---- | ---------------- | ------------- | --------- |
| 1    | Volodymyr Hustov | Fassa Bortolo | 11h03'37" |

### 4ª tappa
- 9 agosto: Wehr > Neuenburg am Rhein – 172 km

| Pos. | Corridore        | Squadra         | Tempo    |
| ---- | ---------------- | --------------- | -------- |
| 1    | Vladimir Duma    | Landbouwkrediet | 4h41'51" |
| 2    | Jens Voigt       | Crédit Agricole | a 1'04"  |
| 3    | Christian Werner | Telekom         | s.t.     |

| Pos. | Corridore        | Squadra       | Tempo     |
| ---- | ---------------- | ------------- | --------- |
| 1    | Volodymyr Hustov | Fassa Bortolo | 15h46'58" |

### 5ª tappa
- 10 agosto: Emmendingen > Vogtsburg im Kaiserstuhl – 171,4 km

| Pos. | Corridore        | Squadra      | Tempo    |
| ---- | ---------------- | ------------ | -------- |
| 1    | Rubén Plaza      | iBanesto.com | 3h55'01" |
| 2    | Torsten Hiekmann | Telekom      | s.t.     |
| 3    | Thomas Ziegler   | Wiesenhof    | a 6"     |

| Pos. | Corridore        | Squadra       | Tempo     |
| ---- | ---------------- | ------------- | --------- |
| 1    | Volodymyr Hustov | Fassa Bortolo | 19h42'33" |
| 2    | Ronny Scholz     | Gerolsteiner  | a 2"      |
| 3    | Cristian Moreni  | Alessio       | a 3"      |

## Classifiche finali

### Classifica generale
| Pos. | Corridore                | Squadra         | Tempo     |
| ---- | ------------------------ | --------------- | --------- |
| 1    | Volodymyr Hustov         | Fassa Bortolo   | 19h42'33" |
| 2    | Ronny Scholz             | Gerolsteiner    | a 2"      |
| 3    | Cristian Moreni          | Alessio         | a 3"      |
| 4    | Eladio Jiménez           | iBanesto.com    | a 17"     |
| 5    | José Iván Gutiérrez      | iBanesto.com    | a 24"     |
| 6    | Gilles Bouvard           | Jean Delatour   | a 34"     |
| 7    | Laurent Lefevre          | Jean Delatour   | a 35"     |
| 8    | Christopher Jenner       | Crédit Agricole | a 36"     |
| 9    | Grischa Niermann         | Rabobank        | a 37"     |
| 10   | Javier Pascual Rodríguez | iBanesto.com    | a 46"     |